# Escut de Castelló de la Plana
L'escut de Castelló de la Plana és un símbol representatiu oficial del municipi de Castelló de la Plana, al País Valencià. Té el següent blasonament:
| « | Un losange [en realitat, un cairó] d'or amb quatre pals de gules, i damunt del tot, un castell d'argent, torrejat de tres torretes i aclarit de gules. (..) Per timbre “coronel espanyol”, (..) que es un cèrcol enriquit de pedres precioses, realçat de vuit florons i fulles d'acant (però només hi veiem cinc) interpolades de vuit perles, una en cada buit | » |

## Història

Versió sense ornamentar, segons el blasonament.

L'escut s'aprovà el 19 d'agost de 1939, en acabar la Guerra Civil, per Ordre del Ministeri de la Governació, a petició de la comissió gestora de l'Ajuntament, publicada al BOE núm. 232 de 20 d'agost.
L'Ajuntament utilitza una versió ornamentada de l'escut, amb tres portes, una per costat del castell, i torres rematades amb esferes.

Escut republicà de Castelló, amb corona mural.

Escut de 1843.

Aquest escut substituí l'escut republicà, amb una corona mural, que encara es pot observar al templet del Passeig Ribalta. No es menciona en el BOE, ja que les tropes franquistes, en entrar a la ciutat, readoptaren l'escut anterior de 1843.
L'escut anterior, s'atorgà el 15 d'agost de 1843, i consisteix en l'escut tradicional amb afegits que commemoren el triomf dels liberals sobre els carlistes a la ciutat de Castelló el 1837 en la Primera Guerra Carlina. Te el següent blasonament:
| « | Truncat: primer, sobre atzur, un castell d'argent, aclarit de gules, i davant de la porta, un llebrer blanc tacat de sable, i que mira un llop fugint; segon: d'or, quatre pals de gules. Per timbre, corona ducal. Cimera: un àguila amb les ales esteses que sosté al seu bec una corona triomfal, i una cinta de gules, amb la divisa d'or: «Triunfó de los enemigos de la libertad, julio de 1837». | » |

L'Ajuntament fonamentà el canvi d'escut en la «major antiguitat del primer, demostrada pels monuments que es conserven en les façanes de diferents edificis i en l'antic segell del Municipi, i a més, per considerar que el blasó de 1843 representa les lluites civils del passat segle [...]».
A la façana de l'Ajuntament, sobre el llindar de la porta principal es poden observar alguns d'aquests antics escuts que van pertànyer a la ciutat: el situat a l'esquerra és l'escut donat amb la fundació de la ciutat, que és, a més, el senyal reial; i el de l'esquerra és l'escut descrit.

## Significació
L'escut tradicional de Castelló, presenta els quatre pals com a record del seu passat de vila reial, amb el castell com a senyal parlant al·lusiu al nom de la ciutat. La forma caironada és la típica de la Corona d'Aragó per a l'heràldica cívica. Tradicionalment s'ha dit que el castell representa el Castell de Fadrell o Castell Vell, on estava situada l'antiga ciutat de Castelló.

## Imatges

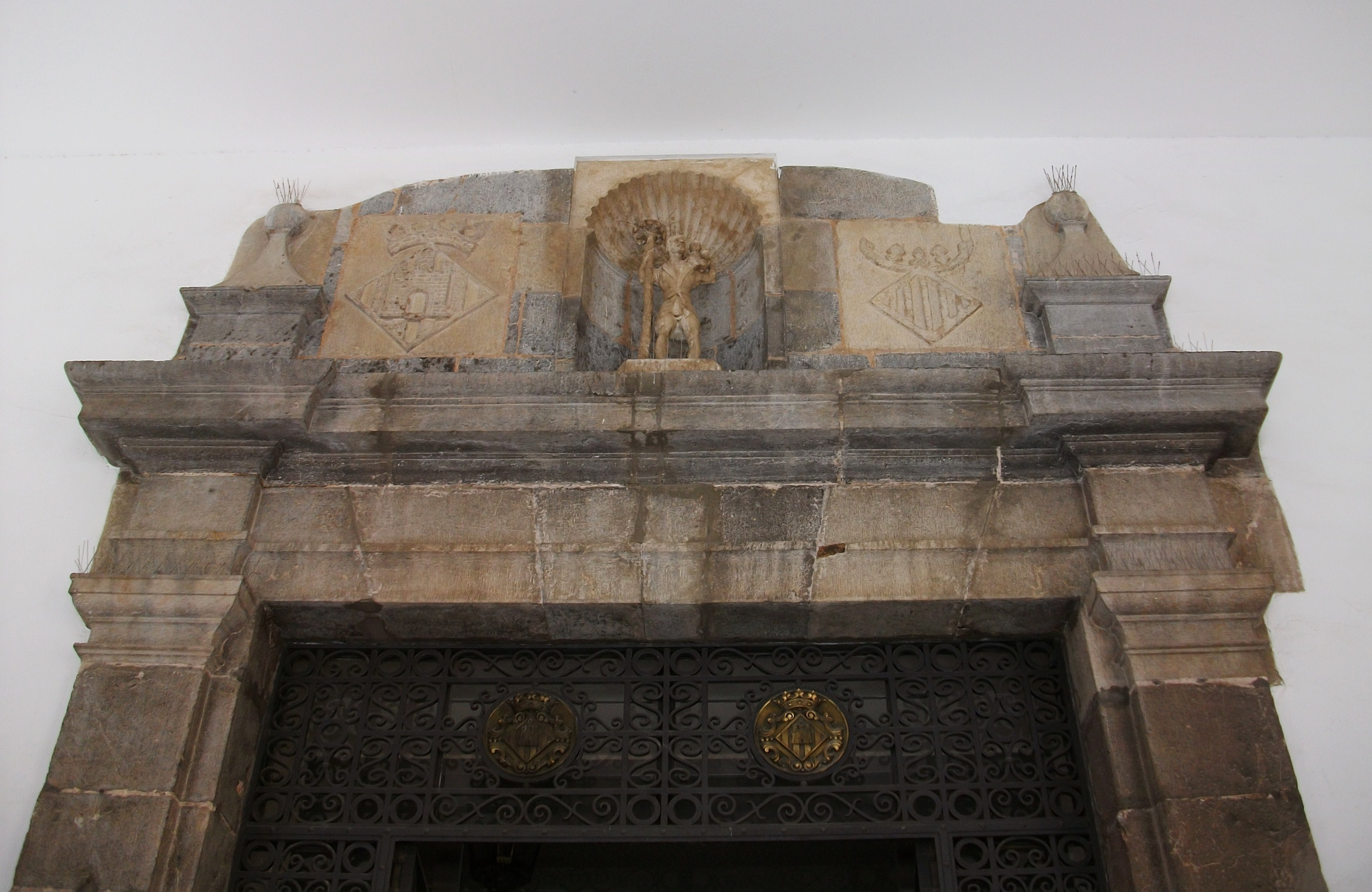
Escuts sobre el llindar de la porta principal de l'Ajuntament.
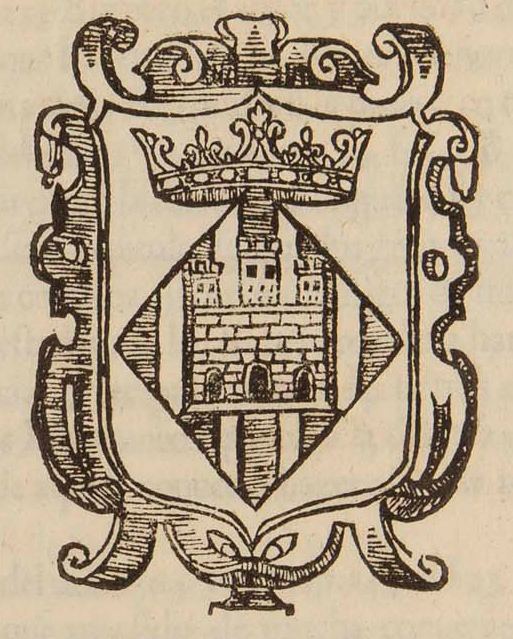
Gravat d'un imprés de 1640.
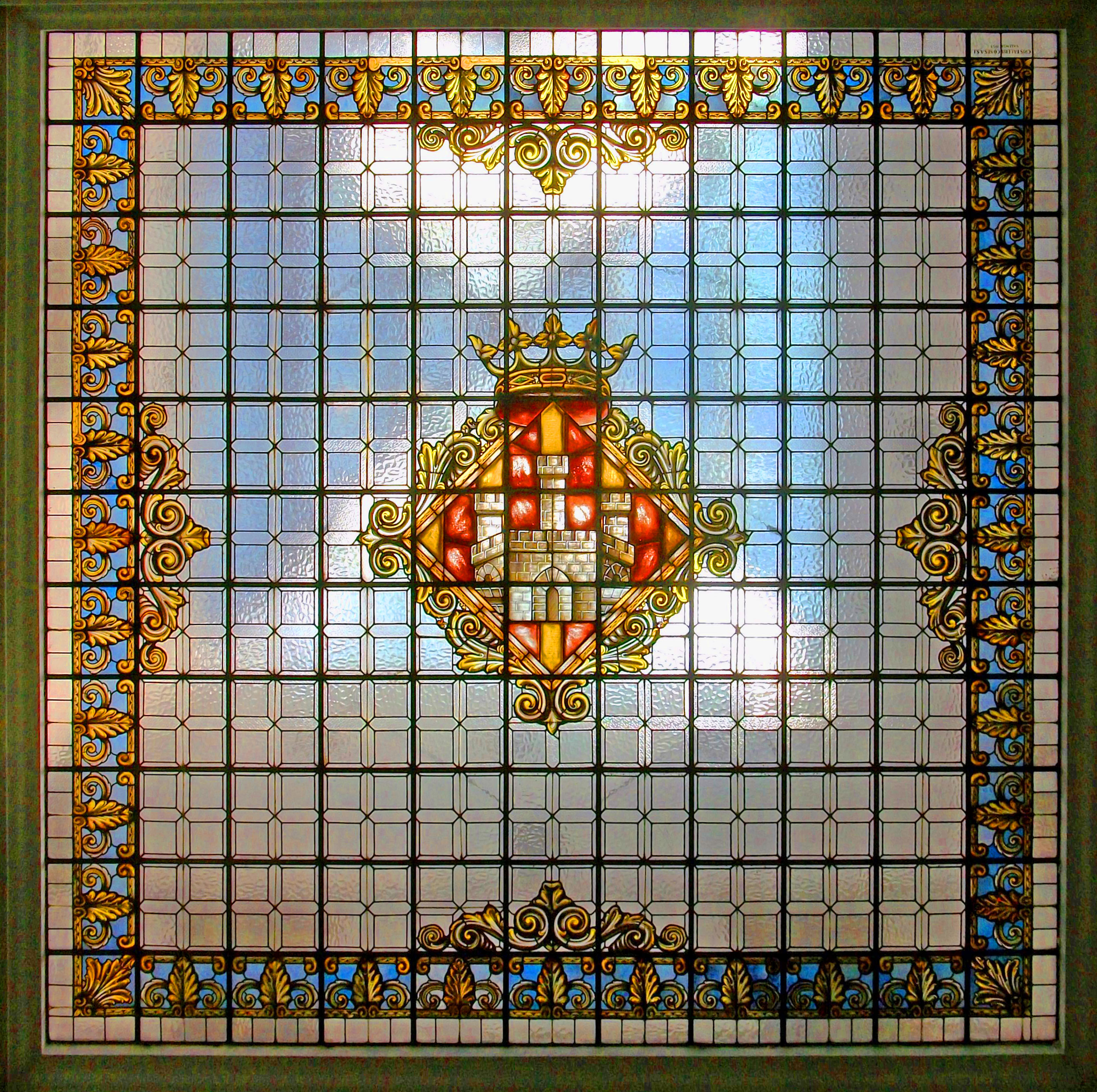
Vitrall a l'Ajuntament.
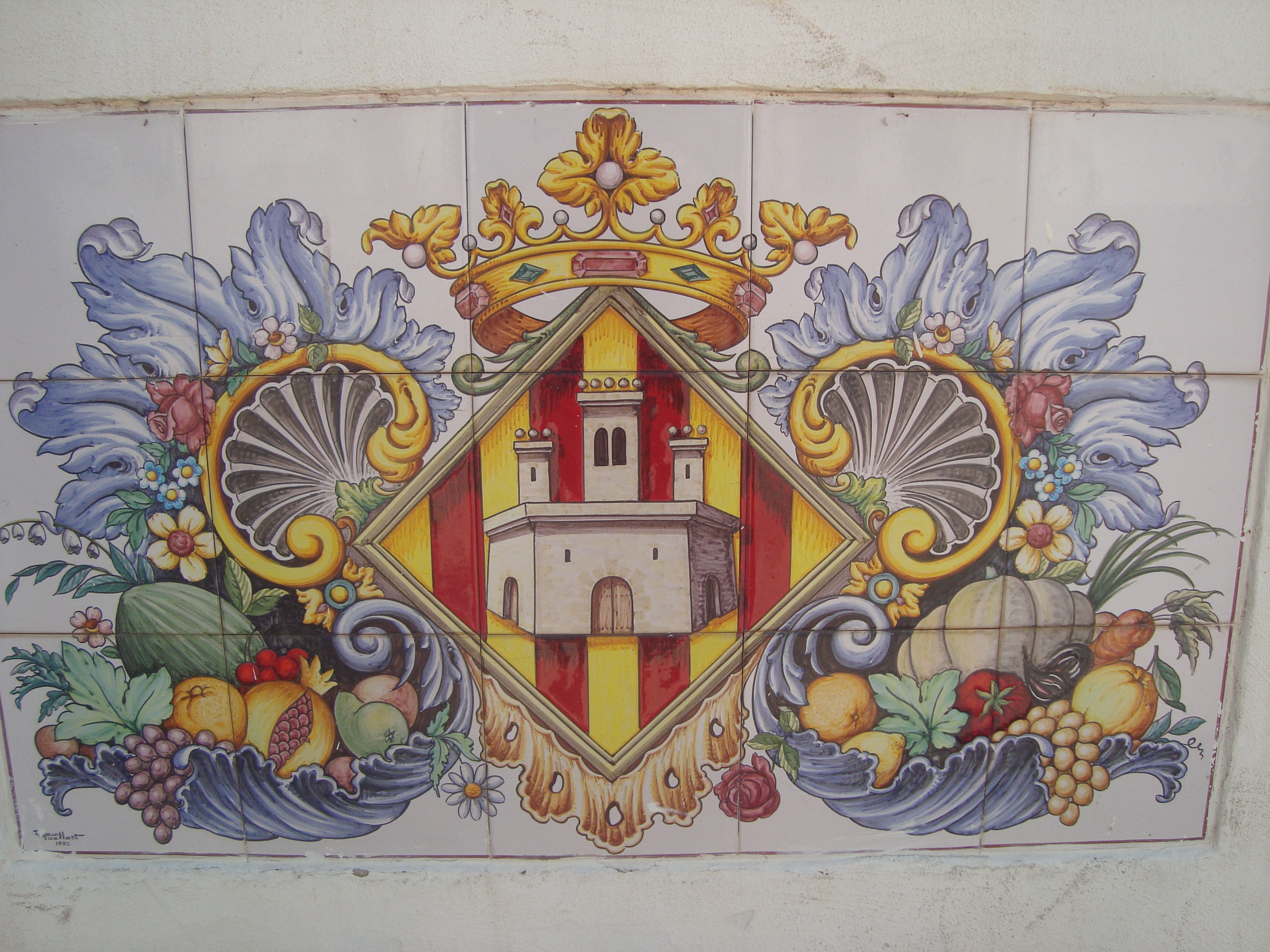
Mural ceràmic.
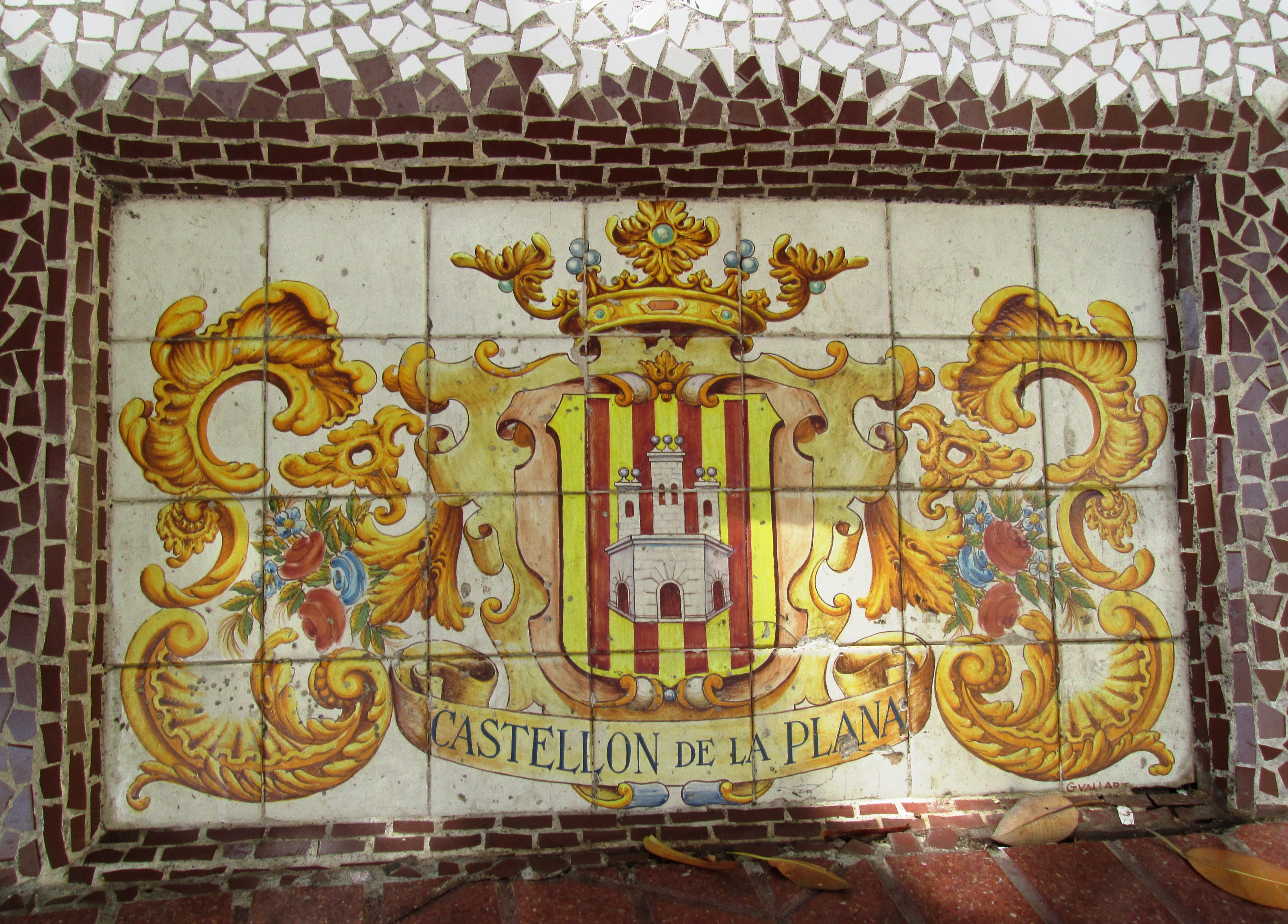
Mural al parterre del ficus centenari de la Plaça Maria Agustina.
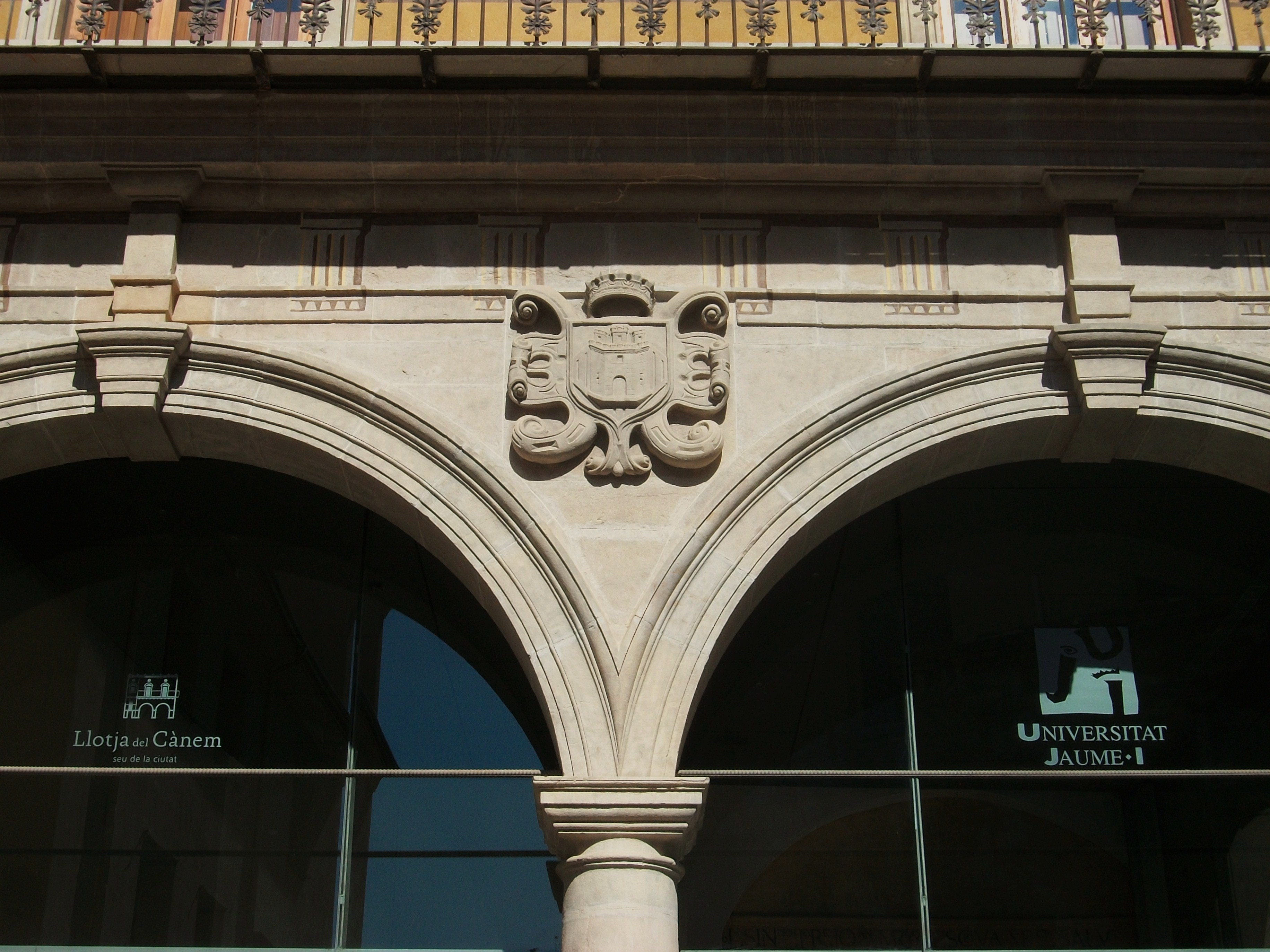
Escut a la Llotja del Cànem.